# Bruce Crandall
Bruce P. Crandall (Olympia (Washington), Estados Unidos; 17 de febrero de 1933) es un piloto retirado del Ejército de los Estados Unidos que en 2007 recibió la Medalla de Honor por sus acciones en la Batalla del valle de Ia Drang (Guerra de Vietnam).

## Biografía
Bruce Crandall nació el 17 de febrero de 1933. Creció en Olympia (Washington), donde destacó como jugador de béisbol en el instituto, siendo seleccionado como un jugador All-American. En 1953 fue llamado a las filas del Ejército para participar en la guerra de Corea. El 31 de marzo de 1956 contrajo matrimonio con Arlene en Kent (Washington), con quien tuvo tres hijos.

### Carrera militar
Tras llegar a la escala de oficiales y graduarse como piloto de avión y helicóptero, Crandall fue asignado a un grupo cartográfico situado en el Presidio de San Francisco, entonces una de las mayores bases aéreas del mundo. Más tarde sobrevoló Alaska con las avionetas Cessna L-19 Bird Dog y de Havilland Canada DHC-2 Beaver para la realización de estudios topográficos.
El primer destino de Crandall fuera de Estados Unidos fue la Base de la Fuerza Aérea de Wheelus (Trípoli, Libia) para la realización de mapas del desierto usando los aviones de Havilland Canada DHC-3 Otter y DHC-2 Beaver y el helicóptero OH-23 Raven. Crandall fue asignado como piloto instructor y piloto de pruebas de su unidad.
Sus siguientes destinos fueron la Base de la Fuerza Aérea de Howard (Panamá) y Costa Rica para la de sobrevolar grandes extensiones de jungla y montaña de Sudamérica y América Central que no tenían ningún registro cartográfico previo. Crandall fue asignado a la 11.ª División de Asalto Aéreo, donde ayudó al desarrollo de tácticas de asalto aéreo mientras era comandante de pelotón. A principios de 1965 se unió a la Fuerza Expedicionaria de la República Dominicana como enlace con el XVIII Cuerpo Aerotransportado.

#### Guerra de Vietnam

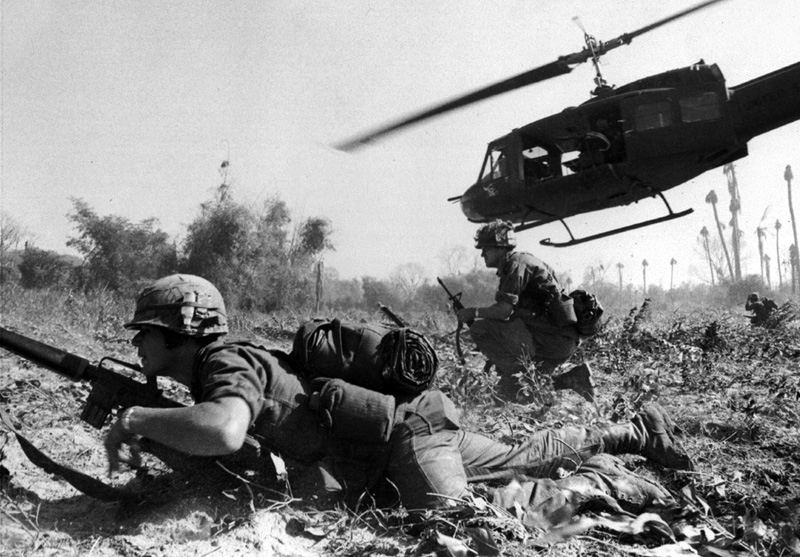
El helicóptero de Crandall despega durante una misión en Vietnam.

A finales de 1965 pasó a ser el comandante de la Compañía A del 229.º Batallón de Helicópteros de Asalto (1.ª División de Caballería) en An Khe (Vietnam).
El 14 de noviembre de 1965 Crandall lideró un grupo de 16 helicópteros que desplegarían tropas del 7.º Regimiento de Caballería durante la  Batalla de Ia Drang. Durante el cuarto vuelo del despliegue el UH-1 de Crandall empezó a recibir disparos del enemigo. Tras repostar y volver a Ia Drang, el fuego norvietnamita en la zona de aterrizaje era tan intenso que el comandante de las tropas de tierra ordenó abortar el despliegue ofensivo. Crandall volvió a su base de operaciones en Plei Me, donde determinó que la infantería que estaba en el valle necesitaba ser reaprovisionada urgentemente, y decidió trasladarse a la base de artillería Falcon, más cercana al valle. Desde allí organizó un grupo de voluntarios para reaprovisionar a las tropas y evacuar a los heridos. Crandall realizó un total de 22 vuelos durante 14 horas, evacuando a un total de 70 heridos con un helicóptero sin blindaje ni armamento.
En enero de 1966, durante la Operación Masher (la primera realizada conjuntamente con el Ejército de Vietnam del Sur), Crandall rescató a 12 soldados heridos que se encontraban en plena jungla bajo fuego enemigo intenso. Esta acción fue reconocida por la Asociación de Escritores de Aviación y el Espacio con el Premio de Heroísmo en Helicóptero de 1996.
Tras ser asignado en Colorado acudió a la Escuela de Personal de las Fuerzas Armadas. Poco después volvió a Vietnam, esta vez para pilotar Huey, esta vez con armamento, para apoyar al 1.º Batallón del 9.º Escuadrón de Caballería de la 1.ª División de Caballería.
Cuatro meses después de su retorno a Vietnam, en enero de 1968, el helicóptero de Crandall se estrelló durante un intento de rescate debido a que las bombas lanzadas por la Fuerza Aérea impactaron demasiado cerca de donde se encontraba y tuvo que ser hospitalizado durante cinco meses.

#### Carrera después de Vietnam
Tras recuperarse, Crandall reanudó sus estudios, obteniendo el Bachelor of Arts por la Universidad de Nebraska en 1969. Después de esto fue destinado a Bangkok (Tailandia), donde sería un ingeniero con 3.800 personas a su cargo y más tarde a Fort Leonard Wood (Misuri) como comandante del 5.º Batallón de Ingenieros de Combate.
Crandall asistió junto a su esposa al Instituto de Lengua de la Defensa en Monterey (California) para estudiar lengua española, como preparación para un futuro destino en Argentina como asesor de ingeniería y aviación. Sin embargo, antes de que esto sucediera Crandall sufrió un accidente cerebrovascular, hecho que daría por finalizada su carrera como aviador. Tras su recuperación fue destinado a Caracas (Venezuela) para ocupar el cargo de director de la Agencia de Cartografía de la Defensa para el Servicio Geodésico Interamericano.
El último destino de Crandall fue como asesor de ingeniería en la Guardia Nacional del Ejército de California.
En 1977 Bruce Crandall se retiró del Ejército con el rango de teniente coronel.

### Retiro y reconocimiento con la Medalla de Honor

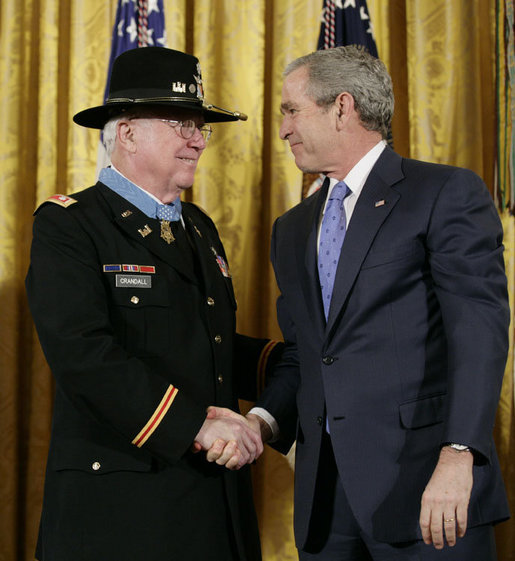
George W. Bush saluda a Bruce CRandall tras entregarle la Medalla de Honor.

Tras esto acudió a la Universidad Golden Gate, donde obtuvo un Máster en Administración Pública, lo cual le sirvió para ocupar el cargo de administrador municipal de la ciudad de Dunsmuir (California) durante tres años. Crandall y su esposa se trasladaron a Mesa (Arizona), donde trabajó en el departamento obras públicas durante 13 años, siendo el administrador del departamento durante cuatro años.
En 2001 Crandall colaboró como asesor sobre aviación en la producción de Cuando éramos soldados, una película sobre la Batalla de Ia Drang. El actor Greg Kinnear fue el encargado de interpretar a Bruce Crandall en el film.
El 26 de febrero de 2007 Bruce Crandall fue recibido en la Casa Blanca para recibir la Medalla de Honor, la máxima condecoración de las Fuerzas Armadas de los Estados Unidos, en reconocimiento a sus acciones en la Batalla de Ia Drang.
Bruce Crandall y su mujer residen actualmente en Port Orchard (Washington).

## Condecoraciones
- Medalla de Honor
- Cruz por Servicio Distinguido (sustituida posteriormente por la Medalla de Honor)
- Cruz de Aviación por Servicio Distinguido con racimo de hojas de roble
- Estrella de Bronce
- Medalla por Servicio Meritorio
- Medalla de aviación (24)
- Medalla de Encomio del Ejército
- Corazón Púrpura
- Medalla por Servicio en la Defensa Nacional con racimo de hojas de roble
- Medalla de las Fuerzas Armadas por Servicio Expedicionario
- Medalla por Servicio en Vietnam (cuatro campañas)
- Medalla por Servicio en las Campañas de Vietnam con distintivo "60"
- Mención Honorífica Presidencial de Unidad
- Mención Meritoria de Unidad
- Distintivo de Aviador Maestro del Ejército
- Cruz de Galantería de Vietnam con Estrella de Oro (3)
- Medalla de la Reserva de las Fuerzas Armadas